# 普富尔格里赛姆
普富尔格里赛姆（法語：Pfulgriesheim，发音：[pfulgʁisaim]）是法国下莱茵省的一个市镇，属于萨韦尔讷区和布克斯维莱尔县（Bouxwiller）。该市镇总面积4.81平方公里，2009年时的人口为1273人。

## 人口
普富尔格里赛姆人口变化图示